# Der Verlorene
Der Verlorene (alemany: El solitari) és una pel·lícula dramàtica d'Alemanya Occidental de 1951 dirigida per Peter Lorre i protagonitzada per Lorre, Karl John i Renate Mannhardt. És una pel·lícula d'art a l'estil cinema negre, basada en una història real. Lorre va escriure, dirigir i protagonitzar aquesta pel·lícula, la seva única pel·lícula com a director o escriptor. El nom traduït de la pel·lícula s'ha utilitzat com a títol de la seva biografia.
Els decorats de la pel·lícula van ser dissenyats pel director d'art Franz Schroedter. Algunes escenes es van rodar als Estudis Wandsbek a Hamburg, mentre que el rodatge en exteriors es va dur a terme per la ciutat.

## Argument
La història s'explica a través d'una sèrie de flashbacks. El doctor Rothe (Peter Lorre) és un científic alemany que fa investigacions secretes per al govern nazi durant la Segona Guerra Mundial. Després de descobrir que la seva promesa ha estat venent secrets als aliats, l'assassina. Això està encobert pel govern alemany. Després de la guerra, Rothe treballa sota un àlies com a metge per a persones desplaçades. Després de veure un dels oficials nazis que va ajudar a encobrir el seu crim, Rothe es veu superat per la culpa pels seus crims de guerra.

## Repartiment principal
- Peter Lorre com el Dr. Karl Rothe, també conegut com el Dr. Karl Neumeister
- Karl John com a Hösch, àlies Nowak
- Helmuth Rudolph com el coronel Winkler
- Johanna Hofer com a Frau Hermann
- Renate Mannhardt com a Inge Hermann
- Eva Ingeborg Scholz com a Ursula Weber
- Lotte Rausch com a dona al tren
- Gisela Trowe com a prostituta
- Hansi Wendler com a secretari de Rothe
- Kurt Meister com a Preefke
- Alexander Hunzinger com a borratxo

## Recepció
La pel·lícula no va tenir èxit amb la majoria del públic alemany de la dècada de 1950, que va intentar oblidar l'era nazi i va preferir Heimatfilms. Des de llavors, Der Verlorene ha aconseguit més reconeixement.

## Crítiques
| «                                          | Der Verlorene és una paràbola sobre el nazisme i la corrupció que de vegades manca de claredat, però no pas d'interès. | » |
| — Télé 7 jours, numéro 1404, 25 avril 1987 | |   |

| «                                                         | Peter Lorre és l'intèrpret ideal d'aquest home embruixat i alterat, amb la seva veu monòtona i el seu característic lliurament. És difícil no pensar en Peter Lorre de 'M, un assassí entre nosaltres, que va rodar 20 anys abans poc abans de sortir d'Alemanya.[…] Der Verlorene' serà malauradament l'única pel·lícula de Peter Lorre com a director. És una pel·lícula molt fosca però també molt forta i terriblement implacable en el seu propòsit | » |
| — L'Œil sur l'Écran, a films.blog.lemonde.fr, 2 mars 2009 | |   |

## Ressenyes
- Article de Robert Keser Arxivat 2009-10-03 a Wayback Machine.
- Ressenya al New York Times